# Impress Gruppe
impress  ist eine global agierende Unternehmensgruppe, die trendorientierte Holzwerkstoff-Oberflächen für die Möbel- und Fußbodenindustrie sowie die   Innen- und Außengestaltung entwickelt und herstellt. Zum Produktportfolio gehören Dekorpapiere, Finishfolien und melaminimprägnierte Papiere, Additive sowie Dekordruckfarben.

## Unternehmen
Die impress Gruppe ist in den Bereichen Dekordruck und Finishfolien tätig, sie entstand 2006 aus zwei Pionieren: der MASA GmbH Berlin (1928) – dem Erfinder des industriellen Dekortiefdrucks – und der Letron Aschaffenburg (1963).
Heute entwickelt die impress Gruppe mit rund 900 Mitarbeitern über 200 Dekore im Jahr an 6 Labormaschinen und produziert in mehreren Ländern mit 15 Druckmaschinen, 2 Gravuranlagen und 8 Imprägnierkanälen. Produkte sind Dekorpapiere, melaminimprägnierte Papiere, Finishfolien, Dekordruckfarben und Additive.

## Standorte
Impress ist weltweit mit Produktions-, Vertriebs- und Designbüros vertreten:
- impress Surfaces GmbH, Aschaffenburg, Deutschland
- impress Diseño Iberia S.A., Sant Pere de Vilamajor, Spanien
- impress Décor Brasil Ltda., Araucária, Brasilien
- impress Décor Polska Sp. z o.o., Elk, Polen
- impress Tech Ltd., Nikosia, Zypern
- impress Décor USA Inc., Philadelphia, USA
- impress Décor Austria GmbH, Sankt Veit an der Glan, Österreich
- impress Décor Atölyesi A.S., Istanbul, Türkei
- impress Diseño Iberia S.A. Sucursal Colombia, Bogotá, Kolumbien
- impress New Materials Co.,Ltd, Peking, China

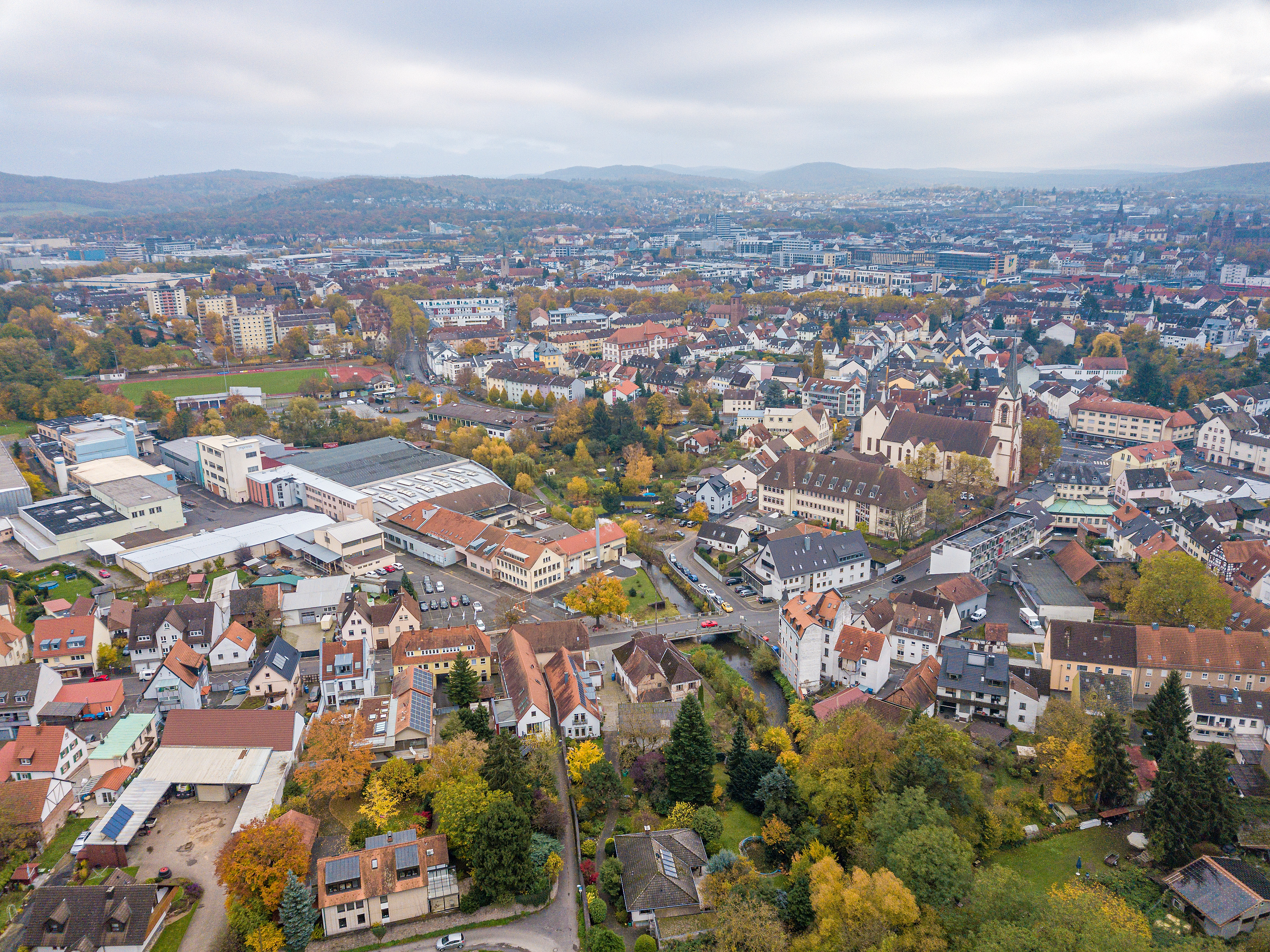
Standort Aschaffenburg
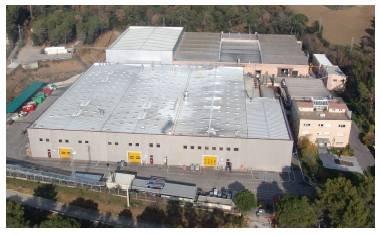
Standort Sant Pere de Vilamajor Spanien
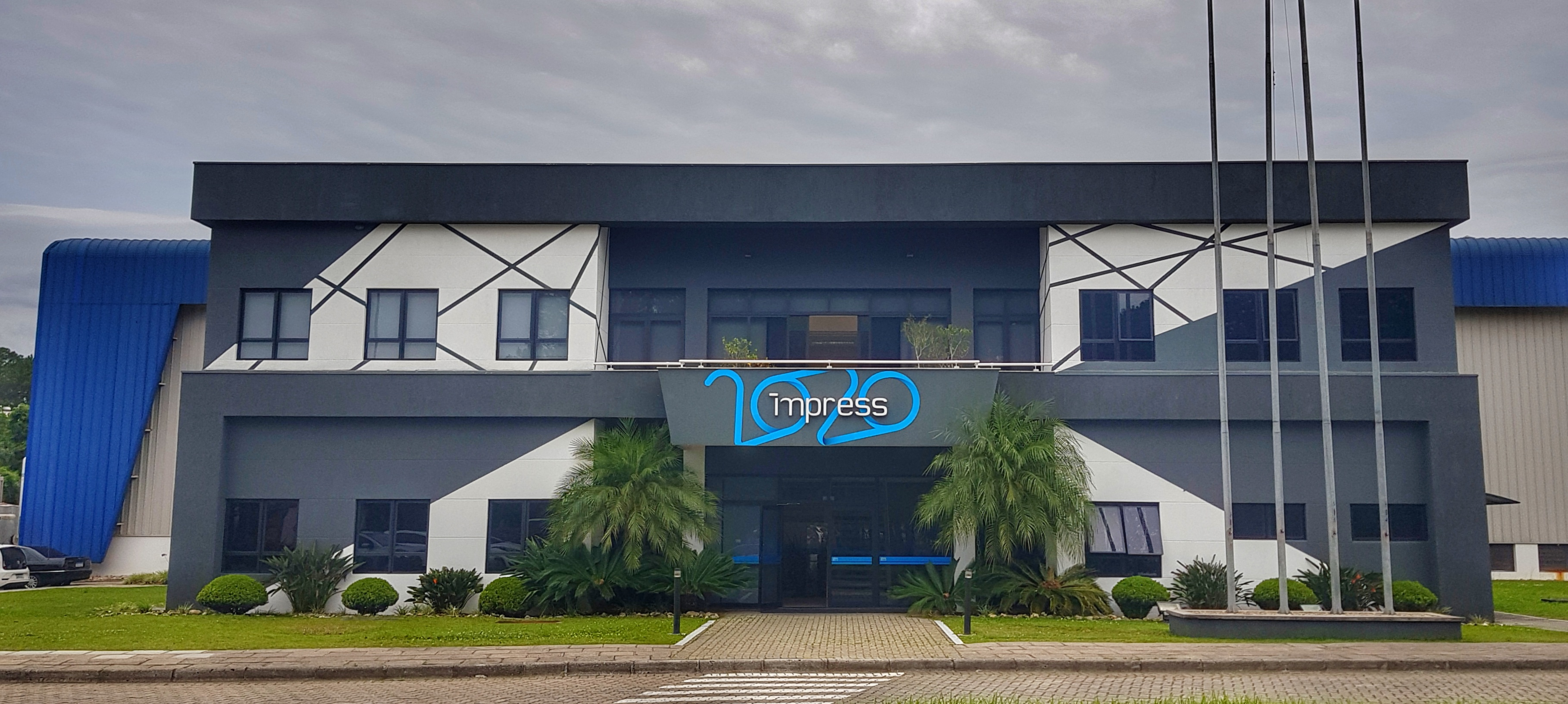
Standort Araucária Brasilien
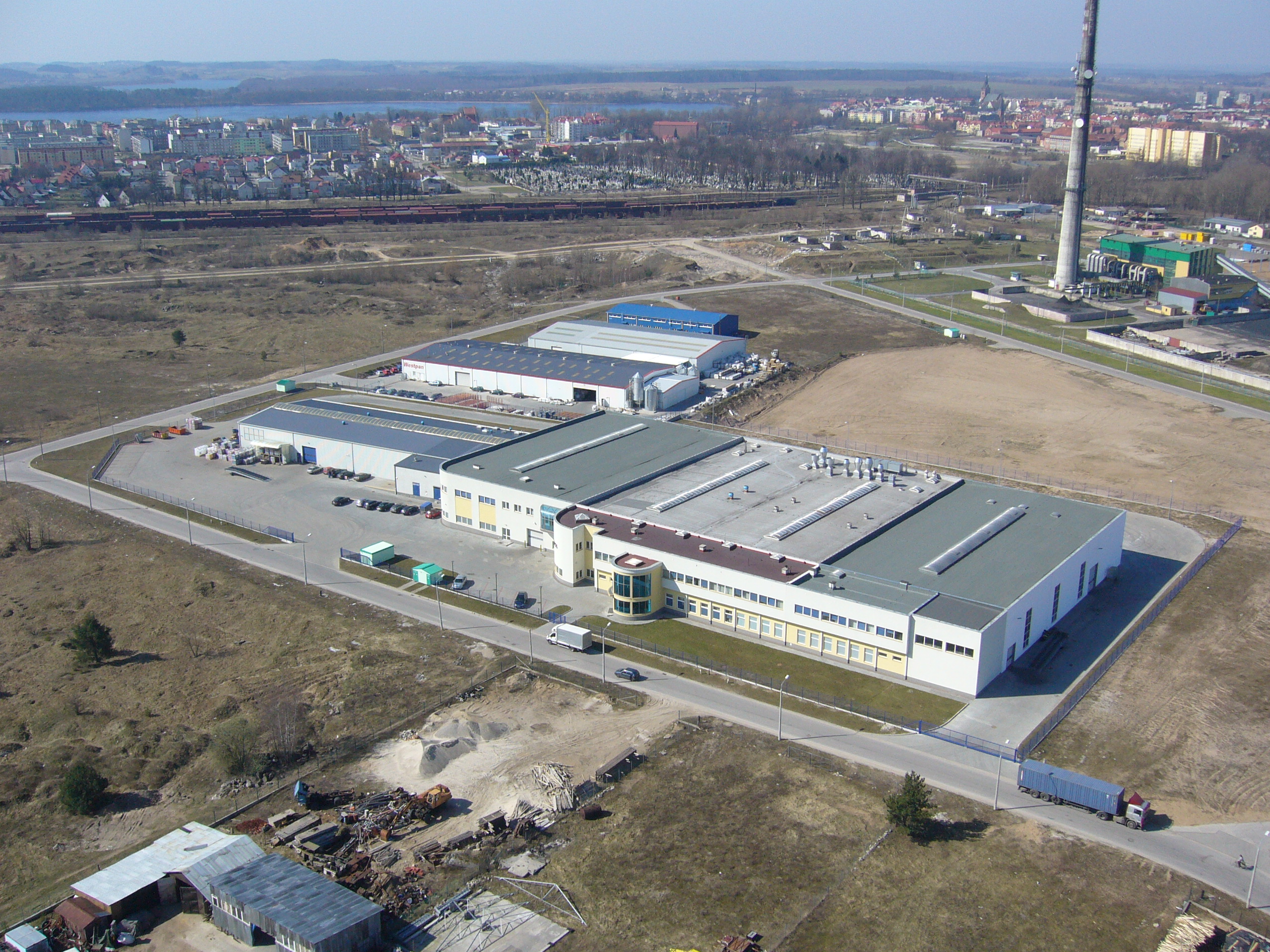
Standort Elk Polen
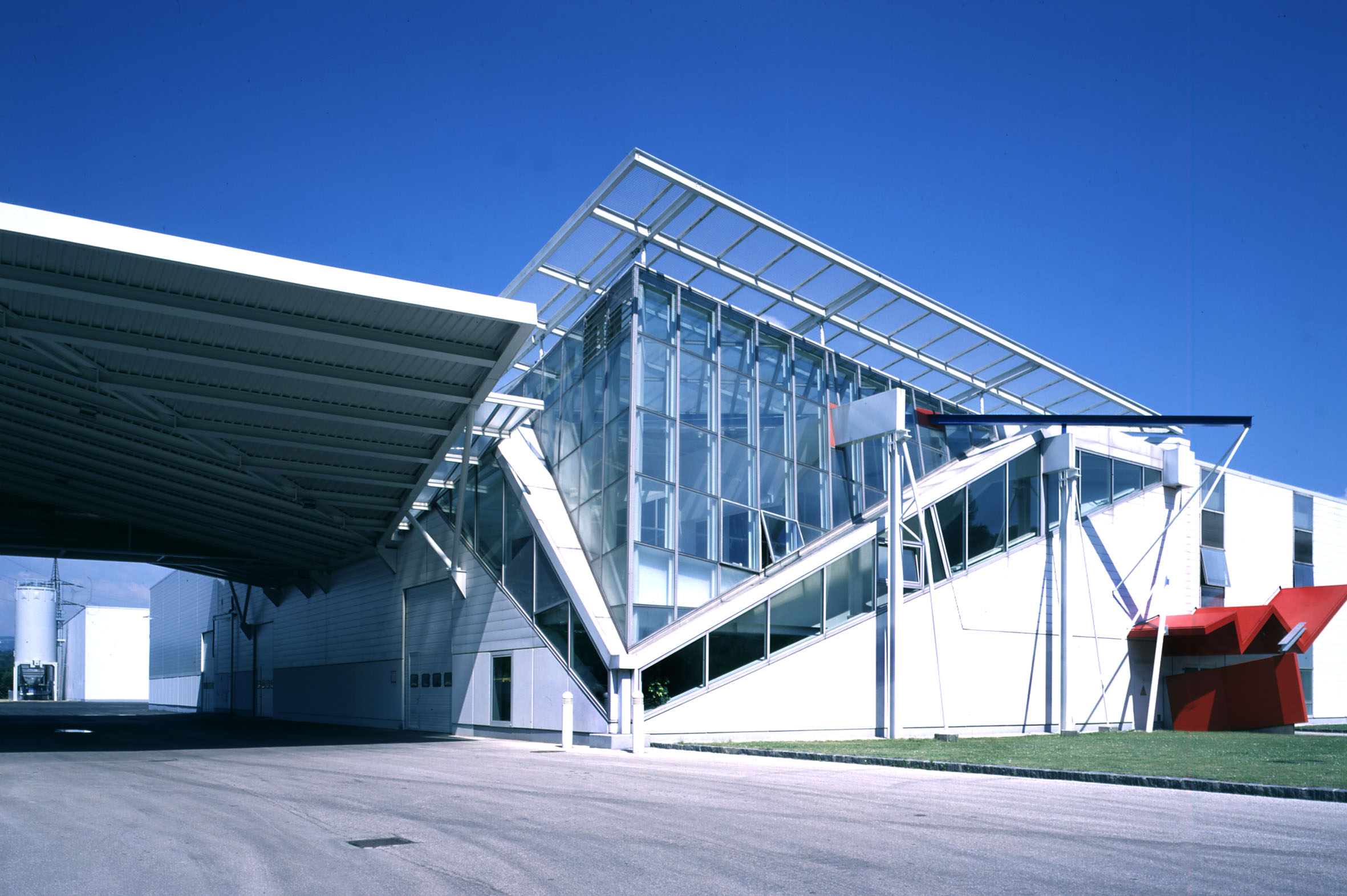
Standort St. Veit Österreich

## Geschichte
Die impress Gruppe entstand im Kern durch die Verschmelzung zweier Vorgängerunternehmen, Letron und der MASA-Decor-Gruppe, im September 2006.
Zeittafel
- 1928 Gründung der MASA GmbH in Berlin
- 1963 Gründung der Letron in Aschaffenburg
- 1970 Gründung MASA Decor SA in Spanien
- 1985 Übernahme durch die Constantia Industries AG
- 2000 Gründung der Letron Inc., North Charleston (US) und Brasilien
- 2006 Verschmelzung von Letron und der MASA-Decor-Gruppe zur impress Gruppe
- 2007 impress decor Austria wird in die impress Gruppe eingegliedert
- 2010 Neuausrichtung der impress Gruppe, Ausbau der Standorte Brasilien (Curitiba), Polen (Elk), Ausbau Shared Service Center Aschaffenburg
- 2012 Gründung impress surfaces GmbH Aschaffenburg
- 2013 Übernahme des Unternehmens durch den Investmentfonds IPOPEMA 76
- 2016 Eröffnung Inline-Lackieranlage in Elk, Polen; Aufbau Customer Coloration Center in Sant Pere de Vilamajor
- 2018 Eröffnung des Design Büros in Bogotá, Kolumbien und des Design Büros in Istanbul, Türkei; Bau eines fünften Imprägnierkanals in St. Veit, Österreich
- 2019 Eröffnung Design Büro China, Joint Venture in China
- 2023 Eröffnung einer eigenen Gravur in Sant Pere de Vilamajor, Spanien
- 2025 Eröffnung Design Center in Brasilien